# آندرس کریستینسن
آندرس کریستینسن (انگلیسی: Anders Christiansen؛ زادهٔ ۸ ژوئن ۱۹۹۰) بازیکن فوتبال اهل دانمارک است.
از باشگاه‌هایی که در آن بازی کرده‌است می‌توان به باشگاه فوتبال نورشلان، باشگاه فوتبال کیه‌وو ورونا، باشگاه فوتبال خنت، و باشگاه فوتبال مالمو اشاره کرد.
وی همچنین در تیم‌های ملی فوتبال زیر ۲۱ سال دانمارک و دانمارک بازی کرده‌است.